# Alexandre Mauvernay
Alexandre Mauvernay (* 9. Mai 1810 in Montromant im Département Rhône; † 22. Juni 1898 in Saint-Galmier) war ein französischer Glasmaler, der vor allem Kirchenfenster herstellte.

## Leben
Alexandre Mauvernay war ein Schüler von Ingres in Paris. Er ließ sich 1839 mit seiner Glasmalerwerkstatt in Saint-Galmier nieder. 
Bei der Herstellung von Bleiglasfenstern für Kirchen und Privatgebäude arbeitete er mit Künstlern zusammen, wie z. B. Raymond Balze, die Kartons für seine Fenster schufen. 
Seine Werkstatt hatte bis zu 30 Mitarbeiter und arbeitete vor allem in den Départements Loire, Rhône und Hérault.
Nach dem Tod von Alexandre Mauvernay, im Jahr 1898, führte sein Sohn Barthélémy bis 1909 die Firma fort. Danach übernahmen dessen Töchter das Unternehmen, das 1917 eingestellt wurde.  

## Ehrungen
In Saint-Galmier ist eine Straße nach Alexandre Mauvernay benannt.   

## Werke (Auswahl)

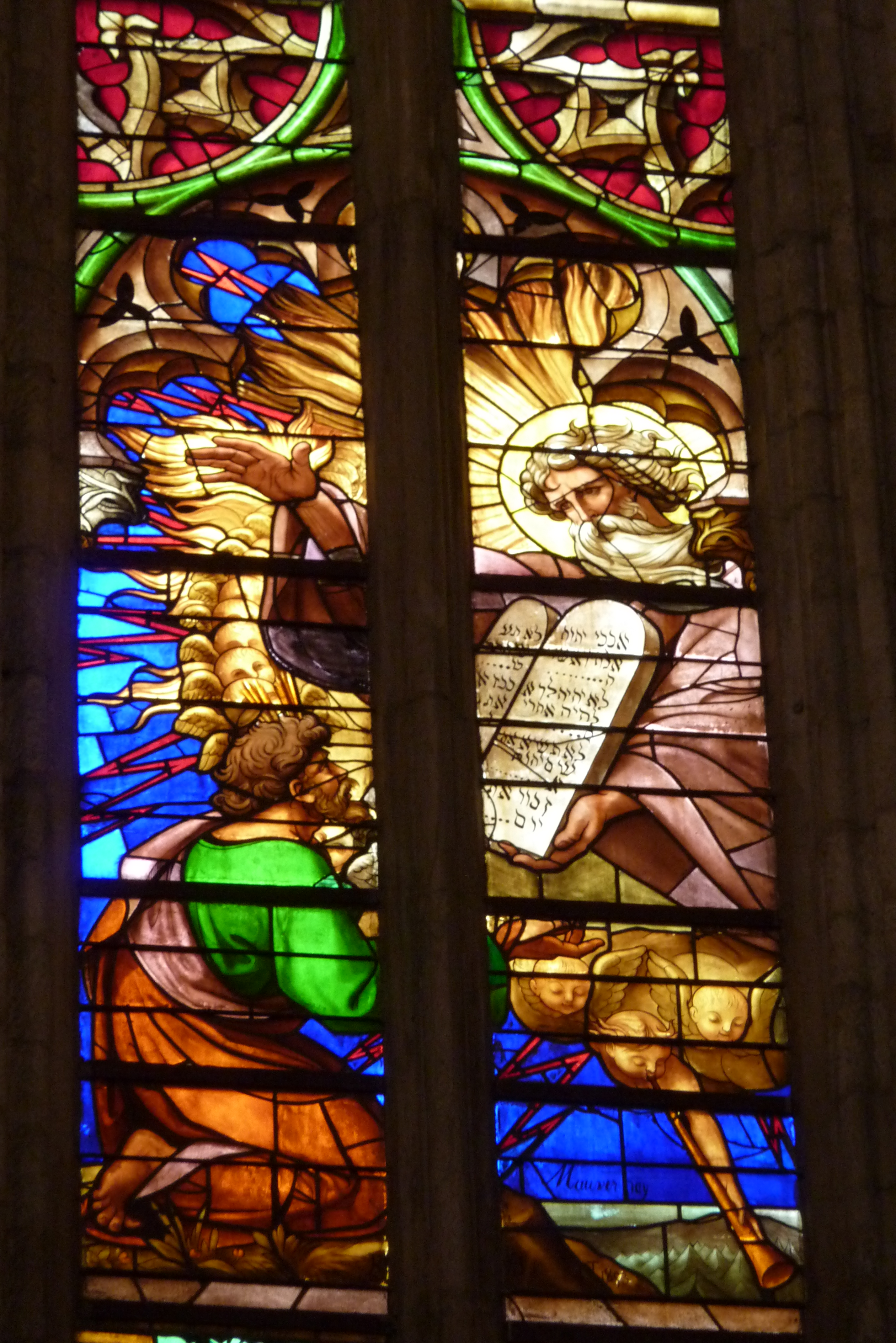
Fenster mit Signatur "Mauvernay" (rechts unten) in der Kathedrale von Lodève

- Kapelle im Schloss Bouthéon und in der Kirche von Bouthéon, heute zu Andrézieux-Bouthéon gehörend
- Kirche Saint Maurice in Annecy
- Kirche Saint-Clair in Brignais
- Kirche Saint-Polycarpe in Bully (Département Rhône)
- Kirche Saint-Etienne in Castries (Département Hérault)
- Kirche in Chevinay (Département Rhône)
- Kirche Sainte-Marie in Lauroux (Département Hérault)
- Kirche Notre-Dame in Leigneux (Département Loire)
- Kathedrale von Lodève
- Collégiale Notre-Dame d’Espérance in Montbrison
- Kirche Saint-Etienne in Saint-Étienne-le-Molard (Département Loire)
- Kirche in Saint-Félix-de-Lodez
- Kirche in Sainte-Foy-l’Argentière (Département Rhône)
- Kirche in Saint-Galmier
- Collégiale Notre Dame de Grâce in Sérignan (Département Hérault)
- Kirche Saint-Martin in Vieussan
- Kirche Saint-Laurent in Villars (Département Loire)
- Kirche Notre-Dame-des-Marais in Villefranche-sur-Saône
- Kirche in Vourles (Département Rhône)